# Isosaari (ö i Finland, Lappland, Norra Lappland, lat 67,41, long 26,17)
Isosaari är en ö i Finland. Den ligger i sjön Vaalajärvi och i kommunen Sodankylä i den ekonomiska regionen Norra Lappland och landskapet Lappland, i den norra delen av landet, 800 km norr om huvudstaden Helsingfors. Öns area är 28,1 hektar och dess största längd är 0,9 kilometer i nord-sydlig riktning.